# En nombre del amor
En nombre del amor es una telenovela mexicana producida por Carlos Moreno Laguillo para Televisa entre 2008 y 2009. Es una adaptación de la telenovela Cadenas de amargura original de María del Carmen Peña y José Cuauhtémoc Blanco.
Está protagonizada por Allisson Lozz y Sebastián Zurita; con las participaciones antagónicas de Leticia Calderón y Altaír Jarabo. Cuenta con las actuaciones estelares de Victoria Ruffo, Arturo Peniche, Magda Guzmán, Laura Flores, Alfredo Adame, Víctor Cámara; además de la actuación especial de Luis Hacha.

## Argumento
Carlota (Leticia Calderón) y Macarena Espinoza de los Monteros (Victoria Ruffo) son dos hermanas solteras que pagaron con dolor y soledad haberse enamorado del mismo hombre; por un lado, Macarena es una mujer de buen corazón, por otro lado, Carlota es una mujer amargada y resentida que nunca pudo superar que Cristóbal (Arturo Peniche) prefiriese a su hermana y no a ella, por lo que en el pasado se las ingenió para separarlos y hacerles creer a ambos que el otro había muerto. Cristóbal se marcha del pueblo creyendo que su amor, Macarena ha muerto. Carlota cumple su venganza contra su hermana y Cristóbal.
Paloma Espinoza de los Monteros (Yanni Torres) es una niña dulce, bonita y cariñosa que tras la muerte de sus padres se va a vivir con sus tías Carlota y Macarena. Mientras Macarena es amorosa y la trata como una hija, Carlota es autoritaria y disfruta haciendo sufrir a su pequeña sobrina, desquitándose con ella por la decepción amorosa que vivió en el pasado. Paloma conoce a una niña llamada Romina Mondragón (Georgina Domínguez) que vive con su madre Camila       (Laura Flores) en la casa de enfrente y que sufre por el abandono de su padre, Paloma y Romina se hacen grandes amigas y crecen queriéndose como hermanas.
Años después, Paloma (Allisson Lozz) y Romina (Altaír Jarabo) se han convertido en dos adolescentes y pronto empezarán a surgir los celos la envidia y la rivalidad, Romina es una joven malcriada, caprichosa y egoísta que consigue que Camila, su madre, le de todo lo que quiere, por el contrario, Paloma vive sumisa y con miedo por la autoridad de su tía Carlota quien no la deja hacer su propia vida y la atormenta con que todas las desgracias son culpa de ella. Al pueblo llega Emiliano Sáenz (Sebastián Zurita), un joven apuesto economista que se fue al extranjero a estudiar, cuando conoce a Paloma y Romina surge un flechazo entre él y Paloma, pero la historia vuelve a repetirse y así como en el pasado Carlota y Macarena rivalizaron por un amor, ahora Romina empieza a encapricharse con Emiliano y está dispuesta a lo que sea con tal de separarlos.
Así mismo, regresa Juan Cristóbal Gamboa, el hombre de quien estuvieron enamoradas Carlota y Macarena, pero ahora convertido en sacerdote.
Al encontrarse con Macarena vuelve a surgir aquel amor del pasado que se truncó por la envidia y los celos de Carlota. Cristóbal piensa dejar los hábitos para por fin después de tantos años, poder ser feliz con Macarena. Sin embargo, nuevamente Carlota se encarga de terminar con su historia de amor al deshacerse de Macarena.
Carlota pondrá en práctica todas sus perversidades y maldades para conseguir a Cristóbal y no solo eso, sino también descargará su furia con su sobrina Paloma de quien tiene su custodia hasta que cumpla dieciocho años.
Paloma y Emiliano se darán cuenta que para triunfar se debe actuar En nombre del amor.

## Elenco
- Allisson Lozz - Paloma Espinoza de los Monteros Díaz
- Sebastián Zurita - Emiliano Sáenz Noriega
- Leticia Calderón - Carlota Espinoza de los Monteros (VIllana principal - termina en la cárcel por sus crímenes y paralitica bajo el acoso de las presas)
- Victoria Ruffo - Macarena Espinoza de los Monteros (Personaje estelar - muere asesinada por Carlota empujandola a un bitral)
- Arturo Peniche - Juan Cristóbal Gamboa Martelli (Personaje estelar - se convierte en sacerdote)
- Laura Flores - Camila Ríos
- César Évora - Eugenio Lizardi
- Natalia Esperón - Luz Laguillo
- Altaír Jarabo - Romina Mondragón Ríos (Villana - se vuelve buena)
- Zoraida Gómez - Liliana Vega
- Alfredo Adame - Rafael Sáenz
- Víctor Cámara - Orlando Ferrer (Padre de Emiliano)
- Magda Guzmán - Rufina "Rufi" Martínez
- Carmen Montejo - Madeleine Martelli viuda de Gamboa (Madre de Cristobal)
- Olivia Bucio - Diana Gudelia Noriega de Sáenz
- Luis Hacha - Iñaki Iparraguirre (Muere asesinado por Carlota envenenadolo)
- Erick Elías - Gabriel Lizardi (Muere asesinado por Carlota de un disparo salvando a Paloma)
- Ferdinando Valencia - Germán Altamirano (Villano - se vuelve bueno)
- Pablo Magallanes - Aarón Eugenio Cortázar (Villano)
- Queta Lavat - Madre Superiora
- Angelina Peláez - Arcadia Ortiz (Muere asesinada por Carlota atropellandola)
- Lucero Lander - Inés Cortázar
- Eduardo Liñán - Padre Benito Farías
- Hugo Macías Macotela - Padre Mateo
- David Ostrosky - Rodolfo Bermúdez (Muere asesinado por Carlota de un disparo)
- Yolanda Ventura - Angélica Ciénega
- Paty Díaz - Natalia Ugarte de Iparraguirre
- Zoila Quiñones - Doña Meche
- Ramón Abascal - Joel Martínez
- Jorge Alberto Bolaños - Samuel Mondragón (Termina gravemente herido en la cárcel por órdenes Carlota)
- Lola Forner - Carmen
- Manuel Navarro - Alonso Iparraguirre (Villano - muere asesinada por Carlota)
- Eduardo Capetillo - Javier Espinoza de los Monteros (Muere en un accidente de auto junto con Sagrario)
- Biby Gaytán - Sagrario Díaz de Espinoza de los Monteros (Muere en un accidente de auto junto con Javier)
- Gerardo Murguía - Juan Carmona / Basilio Gaitán
- Conrado Osorio - Roberto Juárez
- Manuel Capetillo - Edmundo
- Sergio Catalán Rochin - Darío Peñaloza
- Alfonso Iturralde - Juancho
- Iliana De la Garza - Felipa
- Rubén Cerda - Juez
- Luis Gatica - Fiscal Cordero
- Sofía Escobosa - Ivonne
- Regina Rojas - Mónica Dávila
- Mago Kadima - Licenciado Rojas
- Rafael Valdez - Salvador "Chava"
- Gaby Mellado - Sandra "Sandy"
- Carlos Girón - Eric
- Haydeé Navarra - Miriam
- Claudia Godínez - Ana Mar
- Yanni Torres - Paloma Espinoza de los Monteros Díaz (Niña)
- Georgina Domínguez - Romina Mondragón Ríos (Niña)
- Luciano Corigliano - Emiliano Sáenz Noriega (Joven)
- Luciano Collado Calderón - Hijo de Mónica
- Benjamín Islas - Licenciado Altamirano
- Ana Mauriney Sendra
- Josué Arévalo Meyer
- Abril Onyl - Juanita
- Gina Pedret - Clara
- Roxana Puente - Lourdes
- Beatriz Morayra - Lorena Lozano Peniche
- Polly - Melanie
- Cherry Sayta
- Alexa García
- María José Orea
- Denisse Cahue
- Cris García
- Khristian Clausen
- Rommy Moreno
- Luis Couturier - Rodrigo Espinoza de los Monteros

## Banda sonora
1. En cambio no - Laura Pausini
2. Fin del capítulo - Tommy Torres
3. Cada color al cielo - Laura Pausini
4. Pegadito - Tommy Torres
5. Háblame - Beto Cuevas
6. Tarde o temprano - Tommy Torres
7. Vidas paralelas - Ximena Sariñana
8. La mirada - D'Paso
9. Súbito Latido - David Cavazos
10. Respira - Charly Rey
11. Aunque digas - La Nueva Banda Timbiriche
12. Bésame bonito - Iskander
13. Eterno es este amor - Lucero
14. Bajo la lluvia - Quique González
15. Hoy no - David Cavazos
16. Cuando nadie me ve - Niña Pastori
17. Imparable - Tommy Torres

## Premios y nominaciones

### Premios TVyNovelas 2010
| Categoría                | Persona                         | Resultado |
| ------------------------ | ------------------------------- | --------- |
| Mejor actor protagónico  | Arturo Peniche                  | Nominado  |
| Mejor villana            | Leticia Calderón                | Ganadora  |
| Mejor villana            | Altaír Jarabo                   | Nominada  |
| Mejor actor revelación   | Sebastián Zurita                | Ganador   |
| Mejor guion o adaptación | Martha Carrillo Cristina García | Nominadas |

### Premios ACE 2010
| Categoría                    | Persona                | Resultado |
| ---------------------------- | ---------------------- | --------- |
| Mejor telenovela             | Carlos Moreno Laguillo | Ganador   |
| Mejor dirección              | Karina Duprez          | Ganadora  |
| Mejor actriz                 | Leticia Calderón       | Ganadora  |
| Mejor co-actuación masculina | Arturo Peniche         | Ganador   |

### Premios People en Español2009
| Categoría                  | Persona                          | Resultado |
| -------------------------- | -------------------------------- | --------- |
| Mejor refrito              | Carlos Moreno Laguillo           | Ganador   |
| Mejor actriz               | Victoria Ruffo                   | Nominada  |
| Mejor actor                | Arturo Peniche                   | Nominado  |
| Mejor Villana              | Leticia Calderón                 | Ganadora  |
| Mejor Villana              | Altaír Jarabo                    | Nominada  |
| Mejor Actor/Actriz Juvenil | Allisson Lozz                    | Ganadora  |
| Mejor Actor/Actriz Juvenil | Sebastián Zurita                 | Nominado  |
| Mejor pareja               | Allisson Lozz y Sebastián Zurita | Ganadores |

### Micrófono de Oro
| Año  | Categoría            | Nominados        | Resultado |
| ---- | -------------------- | ---------------- | --------- |
| 2009 | Excelencia Artística | Leticia Calderón | Ganadora  |
| 2009 | Excelencia Artística | Arturo Peniche   | Ganador   |

### TV Adicto Golden Awards
| Año  | Categoría                                                     | Nominados              | Resultado |
| ---- | ------------------------------------------------------------- | ---------------------- | --------- |
| 2008 | Premio especial a la telenovela que se superó sobre la marcha | Carlos Moreno Laguillo | Ganador   |

## Versiones
En nombre del amor es un remake de la telenovela Cadenas de amargura, producida por Carlos Sotomayor en 1991. La versión anterior fue protagonizada por Daniela Castro, Raúl Araiza Herrera y Cynthia Klitbo en los roles juveniles, con la actuaciones estelares de Diana Bracho, Delia Casanova y Fernando Luján en los roles adultos.